# Osmoxylon catanduanense
Osmoxylon catanduanense är en araliaväxtart som först beskrevs av Elmer Drew Merrill, och fick sitt nu gällande namn av William Raymond Philipson. Osmoxylon catanduanense ingår i släktet Osmoxylon och familjen Araliaceae. Inga underarter finns listade.